# Symphonetta
Een symphonetta is een relatief onbekend balginstrument dat in de jaren twintig en dertig van de 20e eeuw werd gebouwd door de Duitse harmonicafabriek E.L.A.

## Verwantschap
De symphonetta is een uitvinding van Richard Scheller. Hij liet het instrument bouwen bij de bekende bandoneon- en concertinabouwer Ernst Louis Arnold, die in 1864 zijn fabriek E.L.A. oprichtte in Carlsfeld (Duitsland). De symphonetta is een tussenvorm van de piano en het harmonium in die zin dat het de bespelingsproblemen van beide oplost. Een piano kan een toon, nadat het klavier is aangeslagen, niet vasthouden zoals een harmonium dat doet. Op een harmonium liggen de basgrepen onhandig dicht bij elkaar, zijn tijdens het spel voetbewegingen nodig, zijn alleen akkoordgrepen mogelijk die binnen één octaaf liggen en klinken de diepe tonen niet zo mooi. De symphonetta is een poging om deze problemen op te lossen.
Anders dan de concertina en bandoneon, waaraan het instrument verwant is, kan gemakkelijk in verschillende toonsoorten worden gespeeld. Ook is de knopvolgorde eenvoudiger, waardoor de speler minder greepmoeilijkheden heeft en zelfs de ingewikkeldste melodie onafgebroken door kan spelen. De huidige knopaccordeon heeft een vergelijkbare bespeling. Tot slot is het instrument niet wisseltonig en door een speciaal voor dit instrument ontwikkeld inblaassysteem. Ook komt de speler nooit lucht tekort, zoals dat bij trekinstrumenten die afhankelijk zijn van trek- en zuiglucht wel het geval is.

## Bekende symphonetta-spelers
Twee symphonetta-spelers die in hun tijd grote bekendheid verwierven waren William Muller en Fritz Schulz, die tussen 1926 en 1937 een duo vormden. Zij speelden in theaters en variétés door heel Duitsland en brachten stukken van de grote componisten ten gehore. In 1932 speelden zij mee in de film Der Kuhle Wampe van S. Dudow naar een script van Bertolt Brecht. Joseph Goebbels bezorgde het duo de bijnaam Die Zwei Rote Symphonetta Spielers ('de tweede rode symphonetta-spelers').

## Doodgezwegen
Onder het naziregime van Adolf Hitler werd op den duur alles wat joods en communistisch (rood) was doodgezwegen en artiesten die als zodanig bekendstonden werd verboden op te treden. Velen moesten zelfs vluchten. Tijdens de Tweede Wereldoorlog is veel documentatie over de symphonetta verloren gegaan. Deze politieke invloed en de concurrentie van andere balginstrumenten heeft ertoe geleid dat de symphonetta in de vergetelheid is geraakt.